# Carissa edulis

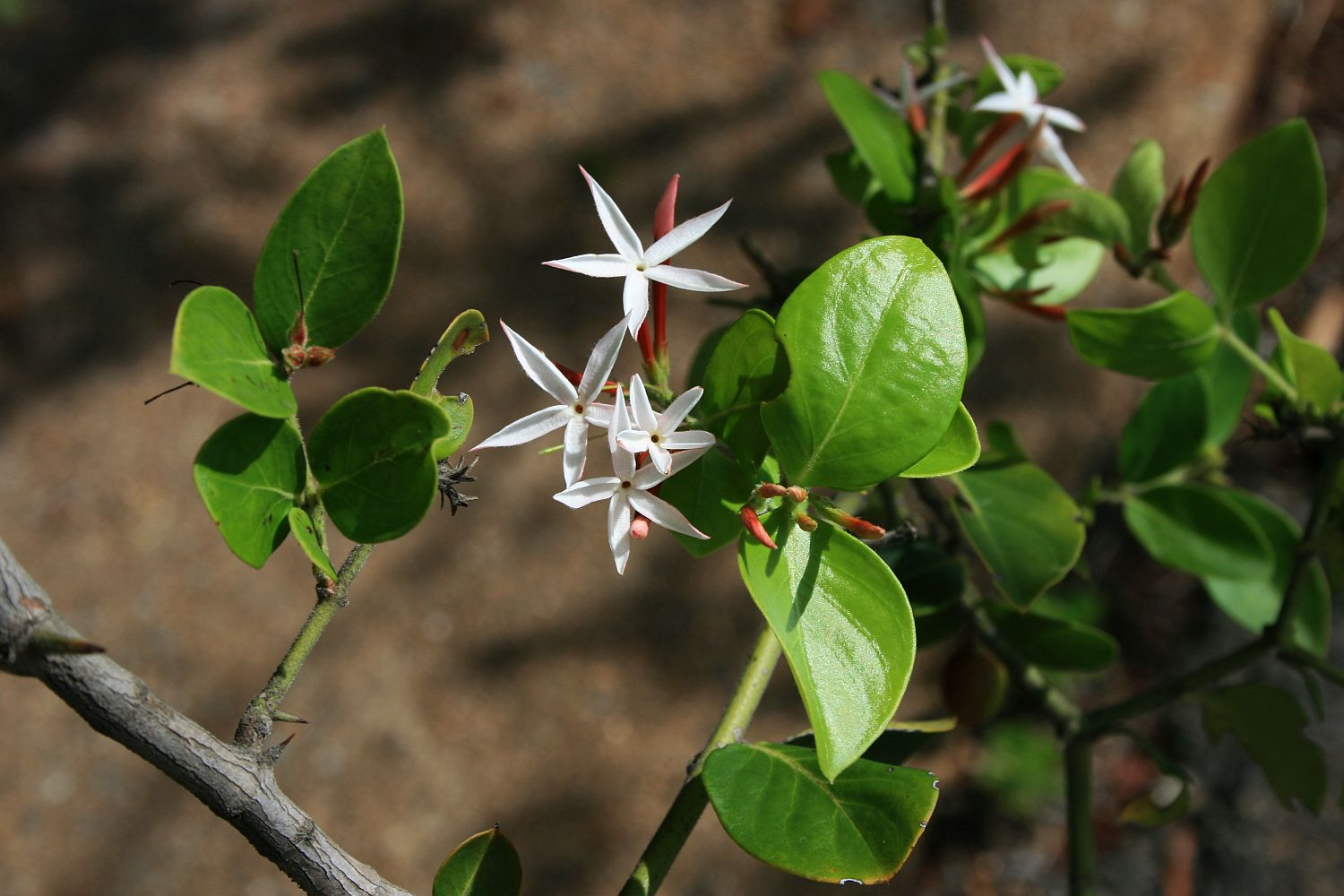
Fotografía de Carissa edulis.

Carissa edulis, conocida comúnmente como ciruela de Karanda o ciruela de Natal, es una especie de planta perteneciente a la familia Apocynaceae. Esta planta se encuentra ampliamente distribuida en África, desde Senegal hasta Somalia y Sudáfrica, así como en algunas partes de Asia, incluyendo India y Tailandia. Es reconocida tanto por sus frutos comestibles como por sus aplicaciones medicinales en diversas culturas tradicionales.

## Descripción
Carissa edulis es un arbusto o pequeño árbol perenne que puede alcanzar hasta 5 metros de altura. Presenta ramas espinosas y hojas opuestas, enteras y coriáceas de color verde oscuro. Las flores son pequeñas, de color blanco a rosado y poseen un aroma dulce. Los frutos son bayas de color rojo a negro-azulado cuando maduran, con un sabor ácido pero agradable, similares a las ciruelas.

## Hábitat y Distribución
Esta especie prospera en una variedad de hábitats, desde sabanas arboladas hasta bosques ribereños y áreas rocosas. Se encuentra en varios países africanos como Angola, Etiopía, Kenia, Namibia, Sudáfrica y Uganda, y se ha naturalizado en algunas regiones de Asia.

## Usos
Los frutos de Carissa edulis son consumidos frescos o utilizados en la preparación de jaleas y mermeladas. Además, la planta tiene una larga historia de uso en la medicina tradicional. Las raíces, corteza y hojas se utilizan para tratar una variedad de dolencias, incluyendo enfermedades respiratorias, problemas digestivos y como tratamiento para heridas y mordeduras de serpientes. La planta también se utiliza como seto vivo debido a sus espinas defensivas y a su densa estructura de crecimiento.

## Propiedades Medicinales
Carissa edulis ha sido objeto de numerosos estudios científicos que han identificado diversas propiedades farmacológicas. Se ha demostrado que tiene efectos antioxidantes, antiinflamatorios, antimicrobianos, y cardiotónicos. Estos efectos se deben a la presencia de varios compuestos bioactivos, incluyendo flavonoides, triterpenoides y glucósidos.

## Taxonomía
- Reino: Plantae
- División: Angiosperms
- Clase: Eudicots
- Orden: Gentianales
- Familia: Apocynaceae
- Género: Carissa
- Especie: C. edulis

## Sinónimos
- Antura edulis Forssk.
- Antura hadiensis G. F. Gmelin
- Arduina edulis (Forssk.) Spreng.
- Azima pubescens Suess.
- Carissa dulcis Schumach. & Thonn.
- Carissa edulis (Forssk.) Vahl
- Carissa edulis var. major Stapf
- Carissa edulis var. tomentosa (A. Rich.) Stapf
- Carissa pilosa Schinz
- Carissa pubescens A. DC.
- Carissa tomentosa A. Rich.
- Jasminonerium dulce (Schumach.) Kuntze
- Jasminonerium edule (A. DC.) Kuntze
- Jasminonerium tomentosum (A. Rich.) Kuntze